# Novell Access Manager
Novell Access Manager – jest programem zarządzającym dostępem. Następca programu iChain. Wspiera pojedyncze logowania do aplikacji internetowych, oraz SSL VPN.